# Shinichi Aoki
Shinichi Aoki (青木 紳一?, Aoki Shin'ichi; Kanagawa, 9 giugno 1965) è un giocatore di go giapponese.

## Biografia
Imparò il go fin da piccolo, nel 1980 vinse il campionato nazionale per gli studenti delle scuole medie e divenne allievo di Yasuro Kikuchi. Nel 1983 divenne professionista presso la Nihon Ki-in, lo stesso anno raggiunse anche il II dan grazie alle performance nel torneo Oteai. Nel 2002 ha raggiunto le 400 vittorie da giocatore professionista, nel 2010 ha tagliato il traguardo delle 500 vittorie.
Il punto più alto della sua carriera è stata la vittoria nel torneo NEC Shun-Ei del 1988.
È il fratello maggiore di Kikuyo Aoki, giocatrice professionista 8º dan.

## Titoli
| Nazionali   | Nazionali | Nazionali |
| Torneo      | Vittorie  | Finalista |
| ----------- | --------- | --------- |
| NEC Shun-Ei | 1 (1988)  |           |
| Totale      | 1         | 0         |